# Bremen Township (Illinois)
Pour les articles homonymes, voir Bremen Township.
Bremen Township est un township du comté de Cook dans l'Illinois, aux États-Unis,. 